# Aeroportul General Mariano Matamoros
Aeroportul General Mariano Matamoros (IATA: CVJ, ICAO: MMCB) este un aeroport din Cuernavaca, Cuernavaca Municipality⁠(d), Morelos, Mexic ce deservește zona Cuernavaca. Aeroportul a fost tranzitat în 2023 de 5.340 de pasageri.
Situat la o altitudine de 1.303 m, aeroportul dispune de o singură pistă.